# Dürrschweinnaab
Die Dürrschweinnaab ist ein rechter Zufluss des Sauerbaches in der Oberpfalz. Sie entsteht am Großenbühl (448 m) aus dem Zusammenfluss von Lohbach und Schwarzenmoosbach nordöstlich von Parkstein. Sie ist der kleinste Quellfluss der Naab.

## Geographie

### Verlauf
Sie fließt in südöstliche Richtung in zahlreichen Schleifen durch den Neustädter Bürgerwald. In der Nähe der A93 bei Haidmühle, einem Ortsteil von Altenstadt an der Waldnaab, mündet die Dürrschweinnaab in den Sauerbach, der in Weiden in der Oberpfalz in die Schweinnaab mündet.

### Quellbäche
- Lohbach (links)
- Schwarzenmoosbach (rechts)